# Doraster constellatus
Doraster constellatus är en sjöstjärneart som beskrevs av Paul O. Downey 1970. Doraster constellatus ingår i släktet Doraster och familjen Zoroasteridae. Inga underarter finns listade i Catalogue of Life.